# Kurt Langethal
Kurt Langethal (* 21. September 1924) ist ein ehemaliger deutscher Fußballspieler, der in Weimar, Thale und Gera in der DDR-Oberliga, der höchsten Spielklasse im DDR-Fußball, aktiv war.

## Sportliche Laufbahn
In der überregionalen Sportberichterstattung wurde Kurt Langethal erstmals wahrgenommen, als er 1950 mit der Betriebssportgemeinschaft (BSG) KWU Weimar Fußballmeister in Thüringen wurde. Über eine Aufstiegsrunde qualifizierte sich die BSG für die Saison 1950/51 der DDR-Oberliga. Mit seinen fünf Toren in den acht Qualifikationsspielen hatte Langethal einen wesentlichen Anteil am Weimarer Aufstiegserfolg. Während dieser Saison erfolgte eine Namensänderung bei der BSG in Turbine Weimar. In der Oberliga wurde Langethal erst in der Rückrunde der Saison eingesetzt und kam nur in den Monaten Januar bis März 1951 in sechs Oberligaspielen zum Einsatz. Dabei kam er, in der Regel im Mittelfeld aufgeboten, einmal zum Torerfolg. Am Saisonende stieg Weimar aus der Oberliga ab.
Langethal wechselte daraufhin zum Oberligisten Stahl Thale. Dort wurde er vom ersten Spieltag der Saison 1951/52 an eingesetzt und erkämpfte sich, nun im Sturm spielend, mit 33 Einsätzen bei 36 Punktspielen einen Stammplatz in der Mannschaft der BSG Stahl.
Trotzdem nahm Langethal erneut einen Wechsel vor und schloss sich zur Saison 1952/53 dem Oberligakonkurrenten Wismut Gera an. Dort musste der nach Duisburg abgewanderte Harry Frey ersetzt werden. Langethal wurde sofort in der Oberligamannschaft der BSG Wismut eingesetzt, bestritt 30 der 32 ausgetragenen Oberligaspiele und wurde mit seinen neun Treffern Torschützenkönig der Geraer. Am Ende der Saison erlebte Langethal erneut einen Abstieg, denn die BSG Wismut Gera schaffte als Tabellenletzter nicht den Klassenerhalt. Diesmal blieb Langethal aber seiner Mannschaft treu und spielte noch bis 1956 für Gera in der zweitklassigen DDR-Liga, in der er 59 Punktspiele bestritt und 17 Tore erzielte.